# Marisa de Leza
María Luisa González Benés, coneguda artísticament com a Marisa de Leza (Madrid, 9 de juny de 1933 – 13 d'octubre de 2020) fou una actriu espanyola de cinema, teatre i televisió.

## Biografia
Debuta al cinema amb tan sols catorze anys en la pel·lícula La manigua sin Dios (1947), d'Arturo Ruiz Castillo. Al llarg de la dècada dels cinquanta i primers seixanta es consolida com una destacada actriu, tant en cinema com en teatre, on interpreta entre altres obres Las palabras en la arena, Pigmalión i Después de la caída.
A partir d'aquest moment comença a distanciar les seves aparicions cinematogràfiques, centrant la seva carrera en el mitjà televisiu, del qual es converteix en rostre habitual en els anys setanta, amb notables interpretacions en espais de TVE com Estudio 1 o sèries com La Barraca (1979), Pedro I, el Cruel (1988) o Señor alcalde (1998).
Es va dedicar també amb profusió al teatre, amb obres com Esquina peligrosa (1963), de J.B. Priestley, Julio César (1964), de William Shakespeare, Águila de blasón (1966), de Valle-Inclán, Fedra (1973), de Miguel de Unamuno, La doble historia del doctor Valmy (1976), Jueces en la noche (1979), ambdues d'Antonio Buero Vallejo, Crónica del alba. Valentina, de Ramón J. Sender (1982), La cena del rey Baltasar, de Pedro Calderón de la Barca, La loba (1993), Volpone (1998) de Ben Johnson, Enrique IV (2002), amb direcció de José Tamayo.
El 2000, després de diversos anys d'absència, va tornar a la pantalla gran amb You're the one (Una historia de entonces), de José Luis Garci, interpretant la mare de Lydia Bosch.

## Teatre
- Las palabras en la arena  (1949), d'Antonio Buero Vallejo.
- Julio César  (1964), de William Shakespeare.
- Calígula  (1964), de Albert Camus.
- Pigmalión (1964), de George Bernard Shaw
- El caballero de las espuelas de oro  (1964), de Alejandro Casona.
- Después de la caída  (1965), de Arthur Miller.
- Pigmalion  (1965), de Bernard Shaw.
- Águila de blasón  (1966), de Valle-Inclán.
- Corona de amor y muerte  (1966), d'Alejandro Casona.
- Biografía (1969), de Max Frisch.
- Fedra (1973), de Miguel de Unamuno.
- Qué absurda es la gente absurda (1974) de Alan Ayckbourn.
- La doble historia del doctor Valmy  (1976), d'Antonio Buero Vallejo.
- Los hijos de Kennedy (1977), de Robert Patrick.
- Jueces en la noche  (1979), d'Antonio Buero Vallejo.
- La cena del rey Baltasar (1981), de Pedro Calderón de la Barca.[2]
- El engañao (1981), de José Martín Recuerda.[3]
- Borkman (1981), d'Ibsen.[4]
- El médico de su honra (1986), de Calderón de la Barca.
- Los locos de Valencia (1986), de Lope de Vega.
- La loba (1993), de Lillian Hellman.[5]
- Volpone  (1998), de Ben Jonson.
- El gran teatro del mundo  (1998), de Calderón de la Barca.
- Enrique IV  (2002), de William Shakesperare.

## Filmografia
- Día tras día (1951).
- El expreso de Andalucía (1956).
- Alejandro Magno
- La gran coartada (1963)
- Crónica del alba. Valentina (1982)
- 1919: Crónica del alba 2ª parte (1983).

## Premis
Medalles del Cercle d'Escriptors Cinematogràfics
| Any  | Categoria                | Pel·lícula         | Resultat   |
| ---- | ------------------------ | ------------------ | ---------- |
| 1951 | Millor actriu secundària | Surcos             | Guanyadora |
| 1953 | Millor actriu principal  | Fuego en la sangre | Guanyadora |

I Festival Internacional del Cinema de Sant Sebastià
| Categoria     | Pel·lícula  | Resultat   |
| ------------- | ----------- | ---------- |
| Millor actriu | La patrulla | Guanyadora |

- Premi del Sindicat Nacional de l'Espectacle el 1951 com a millor actriu secundària per Surcos.